# Gesellschaft Österreichischer Kakteenfreunde
Die Gesellschaft Österreichischer Kakteenfreunde wurde 1930 zur Förderung der sukkulenten Pflanzenwelt gegründet. Sie ist in Zweigvereine gegliedert, die als selbständige Vereine agieren, und hat derzeit rund 1.000 Mitglieder.
Als Publikation gibt die Gesellschaft zusammen mit der Deutschen Kakteen-Gesellschaft und der Schweizerischen Kakteen-Gesellschaft unter anderem die monatlich erscheinende Fachzeitschrift Kakteen und andere Sukkulenten heraus.